# Will Oldham
Will Oldham (Louisville, 15 gennaio 1970) è un cantautore e attore statunitense.
La sua prolifica carriera musicale è suddivisa tra gli pseudonimi Palace, Palace Songs e Palace Brothers (assunti nel corso degli anni novanta), mentre ha visto le opere più recenti alternarsi tra il suo nome di battesimo e l'identità di Bonnie "Prince" Billy.

## Biografia
Se i primi lavori (il primo singolo come Palace, Ohio River Boat Song, è del 1992) sono frutto di collaborazioni con i più svariati artisti, al cambio di nome corrisponde un mutamento di attitudine, che vede l'artista virare verso la creazione solitaria. Nonostante la frammentazione della sua opera si percepisce una certa continuità di fondo: prevalgono sonorità folk e country, anche se nell'ultimo disco, firmato a quattro mani con il socio Matt Sweeney (già Guided by Voices, Chavez e Zwan), si avverte una più netta propensione al rock. I testi: Oldham canta la vita e canta di vita, di sesso, d'amore e del cantare stesso; diventa animale (è cane, cavallo, creatura marina) e diventa cosa; la sua voce si spezza e parla di incontri, arrivi, partenze.
Tra le numerose collaborazioni del cantautore, si segnala la canzone I see a Darkness (dall'omonimo album), in cui Oldham duetta con Johnny Cash; la partecipazione a due dischi di tweaker (band di Chris Vrenna, ex batterista dei Nine Inch Nails), e la recente Sea Lion dall'ultimo album di Sage Francis, A Healthy Distrust.
Will Oldham vanta anche una discreta carriera di attore: la sua prima apparizione è in Matewan, del 1987.

## Discografia

### Come Will Oldham
Album in studio
- 1997 - Joya
- 1998 - Western Music
- 2004 - Seafarers Music

Singoli
- 1997 - Patience/Take However Long You Want
- 1998 - Black/Rich Music

EP
- 1998 - Little Joya
- 2000 - Ode Music
- 2000 - All Most Heaven

#### Raccolte
- 2000 - Guarapero/Lost Blues 2

### Come Palace
Album in studio
- 1995 - Viva Last Blues
- 1996 - Arise Therefore
- 2024 - Ultrasound

Singoli/EP
- 1994 - O How I Enjoy the Light/Marriage
- 1994 - West Palm Beach/Gulf Shores
- 1995 - Gezundheit/Let the Wires Ring
- 1995 - The Mountain/(End of) Travelling
- 1996 - Every Mother's Son/No More Rides
- 1996 - For the Mekons Et Al/Stable Will
- 1996 - Little Blue Eyes/The Spider Dude is Often There

EP
- 1992 - Ohio River Boat Song
- 1993 - Come in/Trudy Dies
- 1994 - An Arrow Through the Bitch
- 1994 - Horses/Stable Will

### Come Palace Brothers
Album in studio
- 1993 - There Is No-One What Will Take Care of You
- 1994 - Days in the Wake

EP
- 1995 - The Mountain

#### Raccolte
- 1997 - Lost Blues and Other Songs

### Come Palace Songs
EP
- 1995 - Hope

### Come Bonnie 'Prince' Billy
Album in studio
- 1998 - Black Dissimulation
- 1999 - I See a Darkness
- 2000 - Get on Jolly
- 2001 - Ease Down the Road
- 2003 - Master and Everyone
- 2004 - Greatest Palace Music
- 2005 - Superwolf
- 2006 - The Brave and the Bold (con i Tortoise)
- 2006 - The Letting Go
- 2008 - Lie Down in the Light
- 2009 - Beware
- 2010 - The Wonder Show of the World (con i The Cairo Gang)
- 2011 - Wolfroy Goes to Town
- 2012 - Bonnie & Mariee (con Mariee Sioux)
- 2013 - What the Brothers Sang (con Dawn McCarthy)
- 2017 - Best Troubador
- 2017 - Wolf of the Cosmos
- 2018 - Songs of Love and Horror – Will Oldham (2018) (reworkings of earlier songs)
- 2019 - I Made a Place
- 2021 - Superwolves (con Matt Sweeney)
- 2021 - Blind Date Party (con Bill Callahan)
- 2023 - Keeping Secrets Will Destroy You
- 2025 - The Purple Bird - Bonnie "Prince" Billy

Live
- 2005 - Summer in the Southeast

EP
- 1998 - Blue Lotus Feet
- 2004 - Agnes, Queen of Sorrow
- 2004 - No More Workhorse Blues

## Filmografia parziale
- Matewan, regia di John Sayles (1987)
- Old Joy, regia Kelly Reichardt (2006)
- Wendy and Lucy, regia di Kelly Reichardt (2008)
- Storia di un fantasma (A Ghost Story), regia di David Lowery (2017)